# Antoine Houdar de la Motte
Antoine Houdar de la Motte, född 17 januari 1672, död 26 december 1731, var en fransk författare.
Antoine Houdar de la Motte var flitigt verksam inom 1700-talets mondäna litteraturarter och författade oden, fabler, baletter, operor, komedier och tragedier. Sin största berömmelse vann han som tragöd med Les Macchabées (1722, uppförd i Stockholm 1769) och Inès de Castro (1723). I striden om den antika eller moderna litteraturens företräde, la querelle, ställde han sig på den moderna litteraturens sida genom sin Discours sur Homère som han fogade till sin översättning av Iliaden (1714). Samma opinionsbildande betydelse hade hans Réflexions sur la critique (1715).